# Кубок Уельсу з футболу 2005—2006
Кубок Уельсу з футболу 2005–2006 — 119-й розіграш кубкового футбольного турніру в Уельсі. Титул вчетверте здобув клуб Ріл.

## Календар
| Раунд        | Дата               | Матчі | Клуби    |
| ------------ | ------------------ | ----- | -------- |
| Перший раунд |                    | 53    | 117 → 64 |
| 1/32 фіналу  | 1 жовтня 2005      | 32    | 64 → 32  |
| 1/16 фіналу  | 1-5 листопада 2005 | 16    | 32 → 16  |
| 1/8 фіналу   | 4 лютого 2006      | 8     | 16 → 8   |
| 1/4 фіналу   | 4-11 березня 2006  | 4     | 8 → 4    |
| 1/2 фіналу   | 1-8 квітня 2006    | 2     | 4 → 2    |
| Фінал        | 7 травня 2006      | 1     | 2 → 1    |

## 1/16 фіналу
| Команда 1             | Рахунок | Команда 2            |
| --------------------- | ------- | -------------------- |
| 1 листопада 2005      |         |                      |
| Бангор Сіті           | 4:2     | Ейрбас               |
| 4 листопада 2005      |         |                      |
| Порт-Толбот Таун      | 3:0     | Бринтіріон Атлетік   |
| 5 листопада 2005      |         |                      |
| Бала Таун             | 4:3 дч  | Баклі Таун           |
| Кайрус                | 3:1     | Кройсекейльйог       |
| Кармартен Таун        | 4:0     | Брітон Феррі Атлетік |
| Елай Рейнджерс        | 1:4     | Кумбран Таун         |
| Глантрет              | 2:5     | Ріл                  |
| Гойтр Юнайтед         | 6:3     | Троедирхів           |
| Ллангефні Таун        | 4:0     | Ланруст Юнайтед      |
| Молд Александра       | 0:5     | Престатін Таун       |
| Кевн Друїдс           | 3:1     | Невін Юнайтед        |
| Ньютаун               | 6:0     | Понтиклун            |
| Портмадог             | 0:3     | Карнарвон Таун       |
| Понтипрідд Таун       | 1:0 дч  | Аберіствіт Таун      |
| Тотал Нетворк Солюшнс | 4:0     | Лекс XI              |
| Інтер Кардіфф         | 1:3     | Лланеллі             |

## 1/8 фіналу
| Команда 1       | Рахунок | Команда 2             |
| --------------- | ------- | --------------------- |
| 4 лютого 2006   |         |                       |
| Бангор Сіті     | 2:1     | Ньютаун               |
| Карнарвон Таун  | 4:0     | Бала Таун             |
| Кайрус          | 1:3     | Ллангефні Таун        |
| Кумбран Таун    | 1:3     | Порт-Толбот Таун      |
| Кевн Друїдс     | 3:5     | Ріл                   |
| Престатін Таун  | 1:2     | Кармартен Таун        |
| Понтипрідд Таун | 0:5     | Гойтр Юнайтед         |
| Лланеллі        | 1:0     | Тотал Нетворк Солюшнс |

## 1/4 фіналу
| Команда 1        | Рахунок | Команда 2      |
| ---------------- | ------- | -------------- |
| 4 березня 2006   |         |                |
| Лланеллі         | 3:0     | Карнарвон Таун |
| Порт-Толбот Таун | 2:0     | Ллангефні Таун |
| 11 березня 2006  |         |                |
| Бангор Сіті      | 1:0     | Кармартен Таун |
| Ріл              | 5:2     | Гойтр Юнайтед  |

## 1/2 фіналу
| Команда 1     | Рахунок      | Команда 2        |
| ------------- | ------------ | ---------------- |
| 1 квітня 2006 |              |                  |
| Лланеллі      | 0:1          | Бангор Сіті      |
| 8 квітня 2006 |              |                  |
| Ріл           | 2:2 пен. 5:4 | Порт-Толбот Таун |

## Фінал
| 7 травня 2006 |

| Бангор Сіті | 0:2 | Ріл |
| ----------- | --- | --- |
|             |     |     |

| «Рейскорс Граунд», Рексем |